# Декстер (серія)
«Декстер» (англ. Dexter) — перша серія першого сезону однойменного телесеріалу. Прем'єра відбулася 1 жовтня 2006 року.

## Сюжет
Ввечері Декстер Морган їде на своїй машині однією з вулиць Маямі. Через деякий час він пробирається в машину Майка Донована і чекає на нього на задньому сидінні. Коли той з'являється і сідає за кермо, Декстер накидає йому на шию петлю і наказує їхати туди, куди він йому скаже. Діставшись до вказаного місця, Декстер приводить Донована в таємне приміщення і показує йому трупи трьох хлопчиків, які лежать на підлозі. Майк благає Декстера відпустити його, але той відповідає, що сам ніколи б не вбив дитину, так як це не відповідає його особливому стандарту. Він присипляє Донована за допомогою уколу в шию, і той падає на підлогу. Прийшовши до тями, Донован виявляє, що приклеєний до столу, а Декстер стоїть поруч. Скальпелем він робить надріз на його щоці і бере зразок крові на скельце, а пізніше починає різати тіло.
Наступного дня Декстер катається на своєму човні, вітається зі своїм знайомим. Він згадує своїх прийомних батьків: Гаррі і Доріс, які вже мертві, але, за словами Декстера, він їх не вбивав. Також він пригадує той день і розмову з батьком, коли Гаррі дізнався про те, що Декстер вбив собаку і ще кількох сусідських домашніх тварин. Гаррі був поліцейським і навчив Декстера приховувати докази, щоб його неможливо було впіймати. Сам Декстер теж працює в поліції — він експерт з бризок крові, а його зведена сестра Дебра — патрульний поліцейський. Повернувшись додому, Декстер зачиняє двері, знімає грати кондиціонера і витягує звідти коробку, в якій зберігаються скельця зі зразками крові. Він кладе туди нове скельце — з кров'ю Майка Донована. Подумки розмовляючи сам з собою, Декстер розповідає, що Дебра — єдина людина, яка, на його думку, любить його. Він каже, що нічого не відчуває, але якби міг, то любив би її також. Незабаром Декстер приїжджає за викликом на місце злочину, де було виявлене розчленоване тіло — без єдиної краплі крові, що надзвичайно його зацікавлює. Деб повідомляє йому, що це вже третя жертва за останні п’ять місяців, вбита у схожому стилі.
Декстер приїжджає в поліцейський відділок, зустрічає колег і йде до співробітниці архіву, у якої отримує невідому справу. Коли він перебуває на своєму робочому місці, туди підходить сержант Джеймс Доакс, який погано до нього ставиться. Доакс розслідує справу про вбитих наркоманів і хоче, щоб Декстер зробив аналіз бризок крові загиблих і написав звіт. Наступною жертвою Декстера має стати паркувальник Джеймі Яворскі, який вбив дружину банкіра та уникнув правосуддя. Він проникає в будинок Джеймі, щоб знайти докази. Поки Декстер їх шукає, він згадує чергову розмову з Гаррі, в якій зізнався йому в тому, що хоче вбивати ще й людей, а не лише тварин. Далі Декстер зустрічається зі своєю подругою Ритою. Дебра врятувала їй життя, приїхавши на виклик щодо родинної сварки. Колишній чоловік Рити бив і ґвалтував її, і тепер сидить за ґратами. У Рити двоє дітей, і вони люблять Декстера, а він гарно проводить з ними час. 
Пізніше Декстер перебуває на ще одному місці злочину. Тіло розчленоване схожим способом, як і те, яке знайшли раніше, слідів крові немає, але у цієї жертви немає голови — вбивця відрізав її і забрав із собою. Згодом Декстер остаточно переконується, що Яворскі є винним у злочині. Декстер згадує, як Гаррі сказав йому, що його бажання вбивати з часом буде все більшим, але, можливо, вони зможуть направити цю жагу на правильний шлях. Гаррі також каже йому, що, незважаючи на все, Декстер — його син, і він любить його. Далі, розмовляючи з Деброю, Декстер припускає, що вбивця розчленував останній труп в дуже холодному місці, можливо — в авторефрижераторі. Дебра висловлює цю думку у відділку, але колеги не підтримують її. Після цього Декстер разом із сержантом Доаксом і лейтенантом ЛаГуертою обговорють справу щодо вбитих наркоманів. Декстер говорить, що це не конфлікт через наркотики, а злочин, вчинений у пориві пристрасті. ЛаГуерта просить Доакса перевірити цю версію.
Вночі Декстер знаходить Яворскі, нападає на нього, і той зізнається у скоєному злочині. Складаючи його розрізаний труп в пакети, Декстер чує телефонний дзвінок — це Рита. Вона просить його заїхати в гості, і Декстер відповідає, що буде пізніше, оскільки в цей час зайнятий. Закінчивши з трупом, Декстер сідає в машину і їде до Рити, але в цей момент його обганяє рефрижератор. Декстер починає стежити за ним, і коли той наближається до нього, водій рефрижератора кидає на Декстерову машину відрізану голову жертви. Далі на місці інциденту з'являються його колеги. ЛаГуерта говорить, що справу щодо вбитих наркоманів закривають — поліція заарештувала колишнього хлопця вбитої дівчини, і це дійсно був злочин в пориві пристрасті. Пізніше Декстер їде до Рити, і вони переводять їхні стосунки на серйозніший рівень, але їх відволікає її син Коді. Повернувшись додому, Декстер бачить на дверях холодильника голову ляльки, якої раніше там не було. Відкривши дверцята, він бачить іншу частину ляльки, розрізану так, як трупи жінок, знайдені раніше, і маленьке дзеркальце. Декстер сприймає це як виклик, як правила гри, які він приймає.